# マイナンバー実務検定
マイナンバー実務検定（マイナンバーじつむけんてい）またはマイナンバー検定試験（マイナンバーけんていしけん）は、一般財団法人全日本情報学習振興協会が設けている民間資格の称号。

## 概要
マイナンバー制度を良く理解し、特定個人情報を保護し、適正な取り扱いをするための検定試験であり、2016年1月にマイナンバー制度が開始されるに伴い、2015年8月2日より開始された。

### 受験資格
制限無し

### 合格基準
- 1級:80問中、80％以上の正当率で合格となる[3]。
- 2級:60問中、80％以上の正当率で合格となる[3]。
- 3級:50問中、80％以上の正当率で合格となる[3]。

### 願書申込み受付期間
試験実施日の4か月前頃～1か月前頃。

### 試験日程
1. 6月上旬頃[3]
2. 9月中旬頃[3]
3. 12月中旬頃[3]
4. 3月上旬頃（年4回[3]）

### 試験時間
- 1級:10時00分～12時15分[1]
- 2級:14時00分～15時45分[1]
- 3級:10時00分～11時15分[1]

（CBTテストセンターでは開催時間が異なる場合がある）

### 受験地
札幌、仙台、新潟、金沢、東京、神奈川、栃木、群馬、埼玉、千葉、静岡、愛知、岐阜、三重、大阪、京都、奈良、兵庫、岡山、広島、香川、福岡、熊本、鹿児島、沖縄
（開催日により開催予定地が違う。）

### 受験料（税抜)
- 1級:10,000円[1]
- 2級:8,000円[1]
- 3級:6,000円[1]

### その他
- 初期には1級と2級、3級と2級、または同日開催の一般財団法人全日本情報学習振興協会主催の他試験と2級での併願も可能であったが、現在は全級、同日同時間帯に開催しているため併願はできない。

## 検定級
2019年までは、マイナンバー実務検定1級または2級の合格者が、「個人情報保護士認定試験」を受験する際に『課題Ⅰのマイナンバー法の理解』が免除となる制度があったが、廃止されている。。また、認定カードの更新をするためには毎年Ｗｅｂ上の講習会を受講する必要がある。なお、毎年の受講を逃しても期間外更新の受講が可能となっている。

### 1・2級

#### 対象者レベル
- 1級…企業・官公庁の実務者レベル
- 2級…企業・官公庁の管理・指導者レベル

#### 注意事項
- ここでは「番号法」と表記しているが、「番号利用法」、「マイナンバー法」とも呼ばれる場合もある。正式な法律名は「行政手続における特定の個人を識別するための番号の利用等に関する法律」である。
- 条文の番号は「平成28年1月1日施行版」のものとなる。
- 番号法及びその関係法令については、施行されていない部分も出題範囲に含まれるものとする。
- 何級からでも受験が可能。
- 1級は以下の2つのガイドラインも出題内容に含み、2つのガイドラインから各々5～10問程度出題される見込みである。
  - 特定個人情報の適正な取扱いに関するガイドライン（行政機関等・地方公共団体等編）
  - 金融業務における特定個人情報の適正な取扱いに関するガイドライン

#### 出題範囲
番号法の背景・概要
- 番号法成立の経緯・背景、番号法の成立と施行
- 番号法のメリット、今後の課題・留意点など

第1章（総則）
- 法の目的（1条）
- 定義（2条）
- 個人番号、個人番号カード、個人情報、特定個人情報、個人情報ファイル、特定個人情報ファイル、本人、行政機関、個人番号利用事務、情報提供ネットワークシステム、法人番号等
- 基本理念（3条）
- 国の責務（4条）
- 地方公共団体の責務（5条）
- 事業者の努力（6条）

第2章（個人番号）
- 個人番号の指定及び通知（7条）
- 個人番号とすべき番号の生成（8条）
- 個人番号の利用範囲（9条）
- 再委託（10条）
- 委託先の監督（11条）
- 個人番号利用事務実施者等の責務（12条・13条）
- 個人番号の提供の要求（14条）
- 個人番号の提供の求めの制限（15条）
- 個人番号の本人確認の措置（16条）

第3章（個人番号カード）
- 個人番号カードの交付等（17条）
- 個人番号カードの利用（18条）

第4章 第1節（特定個人情報の提供の制限等）
- 特定個人情報の提供の制限（19条）
- 特定個人情報の収集等の制限（20条）

第4章 第2節（情報提供ネットワークシステムによる特定個人情報の提供）
- 情報提供ネットワークシステム（21条）
- 情報提供ネットワークシステムによる特定個人情報の提供（22条）
- 情報提供ネットワークシステムにおける情報提供等の記録（23条）
- 情報提供ネットワークシステムにおける秘密の管理（24条）
- 情報提供ネットワークシステムにおける秘密保持義務（25条）

第5章（特定個人情報の保護）
- 特定個人情報ファイルを保有しようとする者に対する指針（26条）
- 特定個人情報保護評価（27条）
- 特定個人情報ファイルの作成の制限等（28条）
- 行政機関個人情報保護法等の特例（29条）
- 情報提供等の記録についての特例（30条）
- 地方公共団体等が保有する特定個人情報の保護（31条）
- 個人情報取扱事業者でない個人番号取扱事業者が保有する特定個人情報の保護等（32条～35条）

第6章（特定個人情報の取扱いに関する監督等）
- 指導及び助言、勧告及び命令、適用除外等（36条～41条）

第7章（法人番号）
- 法人番号（42条～45条）

第8章（雑則）
- 雑則（46条～50条）

第9章（罰則）
- 罰則（51条～60条）

附則
- 附則

特定個人情報の適正な取扱いに関するガイドライン
- 条文に関連する箇所が出題範囲となる。

関連法令等※番号法に関連する箇所、基本的な部分が出題範囲となる。
- 施行令、施行規則、行政機関個人情報保護法、個人情報保護法、特定個人情報保護評価に関する規則、特定個人情報保護評価指針、住民基本台帳法、行政手続等における情報通信の技術の利用に関する法律（行政手続ＩＴ利用法）、地方公共団体情報システム機構法など

#### 試験時間
- 1級…120分
- 2級…90分

#### 問題数
- 1級…80問
- 2級…60問

#### 合格点
- 1級・2級…80％以上

### 3級

#### 対象者レベル
- 業務に直接携わらない一般社会人レベル

#### 注意事項
- ここでは「番号法」と表記しているが、「番号利用法」、「マイナンバー法」とも呼ばれる場合もある。正式な法律名は「行政手続における特定の個人を識別するための番号の利用等に関する法律」である。
- 条文の番号は「平成28年1月1日施行版」のものとなる。
- 出題の順番、内容等は変更となる場合がある。
- 何級からでも受験が可能。

#### 出題範囲
番号法成立の経緯・背景
- 番号法成立の経緯・背景
- 番号法の成立と施行
- 番号法の今後の課題や留意点

番号法の概要
- 番号制度の仕組み
- 個人番号・法人番号に対する保護

個人と番号法
- 個人番号の通知（通知カード）、個人番号カード
- 情報提供ネットワークシステム、マイナポータル
- 個人番号を利用する場面や取扱いの際の遵守事項など

民間企業と番号法
- 民間企業にとっての番号法
- 個人番号や法人番号を利用する場面や取扱いの際の遵守事項など

地方公共団体・行政機関・独立行政法人等と番号法
- 地方公共団体・行政機関・独立行政法人等にとっての番号法
- 個人番号や法人番号を利用する場面や取扱いの際の遵守事項など
- 特定個人情報について

番号法のこれから
- 番号制度の活用と今後の展開

罰則
- 罰則

特定個人情報の適正な取扱いに関するガイドライン
- 条文に関連する箇所が出題範囲となる。

関連法令等
- 施行令、施行規則、個人情報保護法など、番号法に関連する箇所、基本的な部分が出題範囲となる。

#### 試験時間
60分

#### 問題数
50問

#### 合格点
80%以上（平成28年6月実施より）

## 主催団体
- 名称:財団法人全日本情報学習振興協会
- 所在地:東京都千代田区神田三崎町3-7-12 清話曾ビル5階
- 事業内容:情報関連・パソコン・福祉関連の検定・講習会実施など
- 理事長:一松信（東京電機大学教授・京都大学名誉教授）